# Episodi di Doppia sentenza (serie televisiva 1966) (seconda stagione)
La seconda stagione della serie televisiva Doppia sentenza è stata trasmessa in anteprima nel Regno Unito dalla BBC One tra il 2 novembre 1966 e il 31 maggio 1967.
| nº | Titolo originale                      | Titolo italiano | Prima TV UK      | Prima TV Italia |
| -- | ------------------------------------- | --------------- | ---------------- | --------------- |
| 1  | Inside Out                            |                 | 2 novembre 1966  |                 |
| 2  | All That Glitters                     |                 | 9 novembre 1966  |                 |
| 3  | The Jackpot                           |                 | 16 novembre 1966 |                 |
| 4  | Murder Reported                       |                 | 23 novembre 1966 |                 |
| 5  | Sleeping Dogs                         |                 | 30 novembre 1966 |                 |
| 6  | Heart of Brass                        |                 | 7 dicembre 1966  |                 |
| 7  | Find the Lady                         |                 | 14 dicembre 1966 |                 |
| 8  | Barlow Was There: Part 1: Allegation  |                 | 21 dicembre 1966 |                 |
| 9  | Barlow Was There: Part 2: Enquiry     |                 | 28 dicembre 1966 |                 |
| 10 | Barlow Was There: Part 3: Mischief    |                 | 4 gennaio 1967   |                 |
| 11 | Sing a Song of Friendship             |                 | 11 gennaio 1967  |                 |
| 12 | James McNeil, Aged 23                 |                 | 18 gennaio 1967  |                 |
| 13 | The Next Voice You Hear               |                 | 25 gennaio 1967  |                 |
| 14 | An Eye for an Eye                     |                 | 1º febbraio 1967 |                 |
| 15 | What Colour a Wolf?                   |                 | 8 febbraio 1967  |                 |
| 16 | Somebody Important                    |                 | 15 febbraio 1967 |                 |
| 17 | The Informant: Part 1: Rough Justice  |                 | 22 febbraio 1967 |                 |
| 18 | The Informant: Part 2: The Man Inside |                 | 1º marzo 1967    |                 |
| 19 | The Same the Whole World Over         |                 | 8 marzo 1967     |                 |
| 20 | Selection                             |                 | 15 marzo 1967    |                 |
| 21 | Appointment in Wyvern                 |                 | 22 marzo 1967    |                 |
| 22 | The Investors                         |                 | 29 marzo 1967    |                 |
| 23 | A Piece of Waste Ground               |                 | 5 aprile 1967    |                 |
| 24 | Proof Positive                        |                 | 12 aprile 1967   |                 |
| 25 | Cash on Deliverance                   |                 | 19 aprile 1967   |                 |
| 26 | On the Side of the Law                |                 | 26 aprile 1967   |                 |
| 27 | The Linkman                           |                 | 3 maggio 1967    |                 |
| 28 | Blackitt's Round                      |                 | 10 maggio 1967   |                 |
| 29 | See You Tomorrow                      |                 | 17 maggio 1967   |                 |
| 30 | The Hole: Part 1: In the Road         |                 | 24 maggio 1967   |                 |
| 31 | The Hole: Part 2: In the Head         |                 | 31 maggio 1967   |                 |